# چنشت
چِنِشت، یکی از روستاهای دهستان نهارجان بخش مود شهرستان سربیشه در استان خراسان جنوبی است.
جمعیت این روستا در سال ۱۳۸۵ بنا به سرشماری مرکز آمار ایران ۱۰۰۹ نفر بوده‌است. این روستا به علت جاذبه‌های طبیعی، تاریخی و فرهنگی به عنوان یکی از روستاهای هدف گردشگری در استان خراسان جنوبی شناخته می‌شود.
چنشت در میان رشته کوه باقران قرار گرفته و فاصله آن تا بیرجند، مرکز استان خراسان جنوبی، ۶۰ کیلومتر است.

در 20 اسفند 1399 یک مستند بنام چنشتی ها از شبکه مستند پخش شد.

## نام
در مورد وجه تسمیه این روستا، چنین می‌گویند:
- به علت وجود چهار رودخانه فصلی در این روستا، نام آن «چند شط» بوده که به مرور زمان تبدیل به چنشت شده‌است.
- چنشت را هم وزن «بهشت» می‌دانند، که پیش از این به علت زیبایی طبیعی و وجود چهار رودخانه فصلی و نیز سرسبزی آن، گروهی از دامداران در سالیان دور، این منطقه را جهت سکونت خود برگزیدند و به مرور زمان، نام کنونی را به خود گرفته‌است.

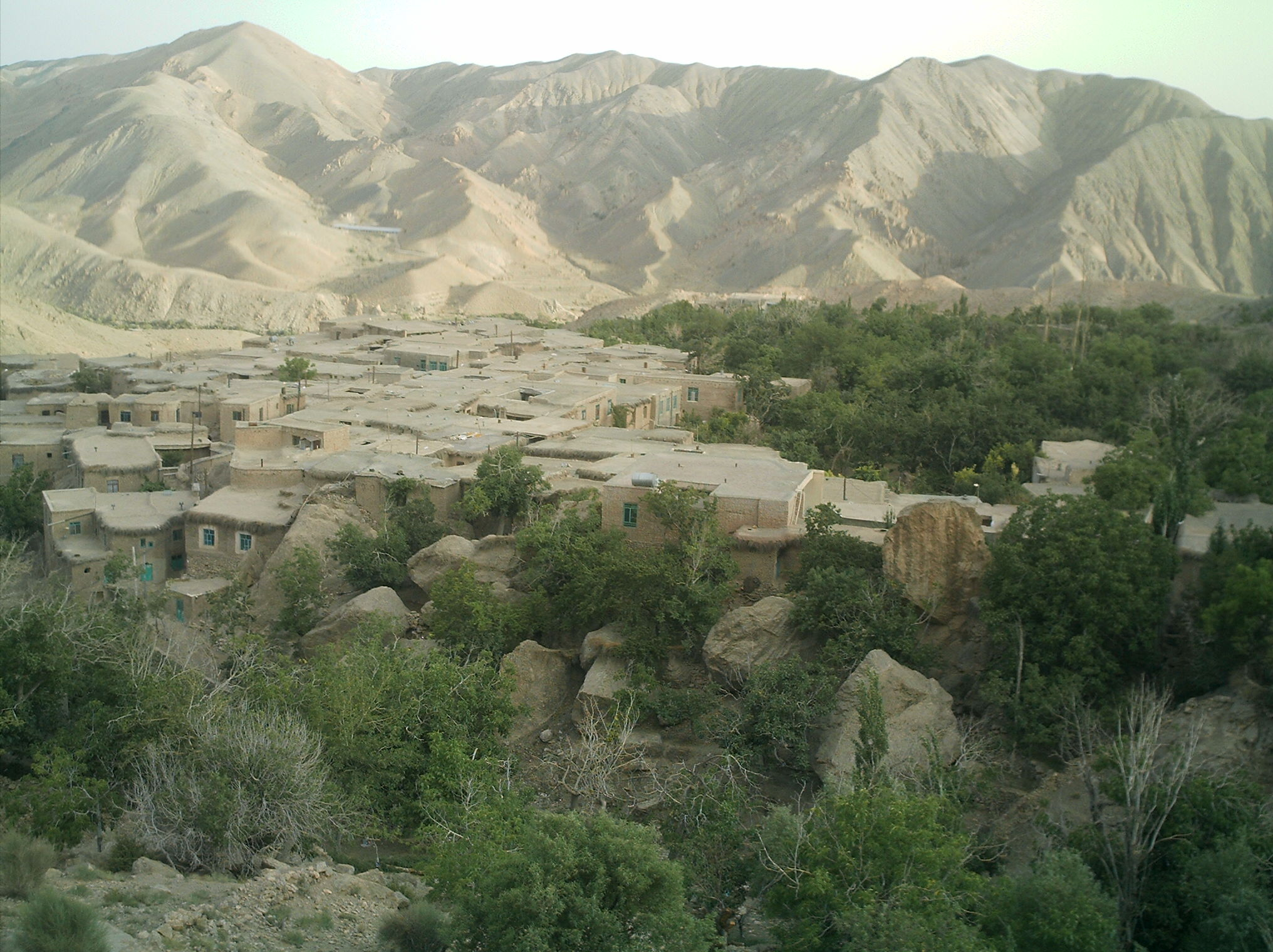
نماي كلي روستاي چنشت

## ویژگی‌های طبیعی
روستای چنشت به علت قرار گرفتن در میان ۴ رودخانه و نیز کوهستانی بودن آن، دارای باغات و مزارع بسیاری است. آب و هوای آن معتدل کوهستانی بوده که از زمستانهای سرد و تابستانهای خنک برخوردار است. ارتفاع آن از سطح دریا برابر ۲۱۵۰ متر است.

### غارهای تاریخی چنشت
در این روستا و در دامنه کوه، ۲ غار به نام غار چنشت و غار چهل چاه قرار گرفته‌است.
غار چنشت، در شمال روستا قرار گرفته و بر اثر زمین لرزه‌های  رخ داده در طول تاریخ، پدید آمده‌است.  غار حدود ۶۰ متر طول دارد و عبور از مناطق مختلف آن به سختی امکان پذیر است.  در این غار بازمانده اجساد، استخوان‌های درهم شکسته انسان، ابزار و پارچه، چرخ نخ ریسی و  ظروف مربوط به هزاره دوم و سوم پیش از میلاد، به چشم می‌خورد.
همچنین بازمانده اجساد سید حامد علوی و فرزندانش در این غار  یافت شد و به بیرون غار انتقال پیدا کرد.
غار چنشت بنا به اسناد تاریخی در سال ۶۱۴ هجری قمری توسط سیدمحمد مشعشع کشف گردید. وی پس از کشف، نسبت به انتقال اجساد سیدحامد علوی و فرزندانش (که از خاندان وی بودند) به بیرون این غار اقدام نمود و آرامگاهی برای آن‌ها در روستای چنشت بنا نمود.
سید حامد علوی  و فرزندانش از شیعیان دوران خلافت عباسی بودند که به ناگزیر در این غار پنهان شده و سرانجام توسط سربازان حکومت عباسی در داخل غار کشته می‌شوند.
در غار چهل چاه که در نزدیکی غار چنشت قرار دارد، اجساد ۱۴ نفر مرد، زن و کودک مشاهده می‌شود که احتمالا در غار پناه آورده‌اند و بر اثر گل گرفتن ورودی غار و بستن راه فرار آنها، در داخل غار کشته شده‌اند.
در دهه ۱۳۴۰ خورشیدی، گروهی از زمین شناسان و باستان شناسان آمریکایی و ایرانی جهت مطالعات غارهای چنشت، به این منطقه می‌آیند.

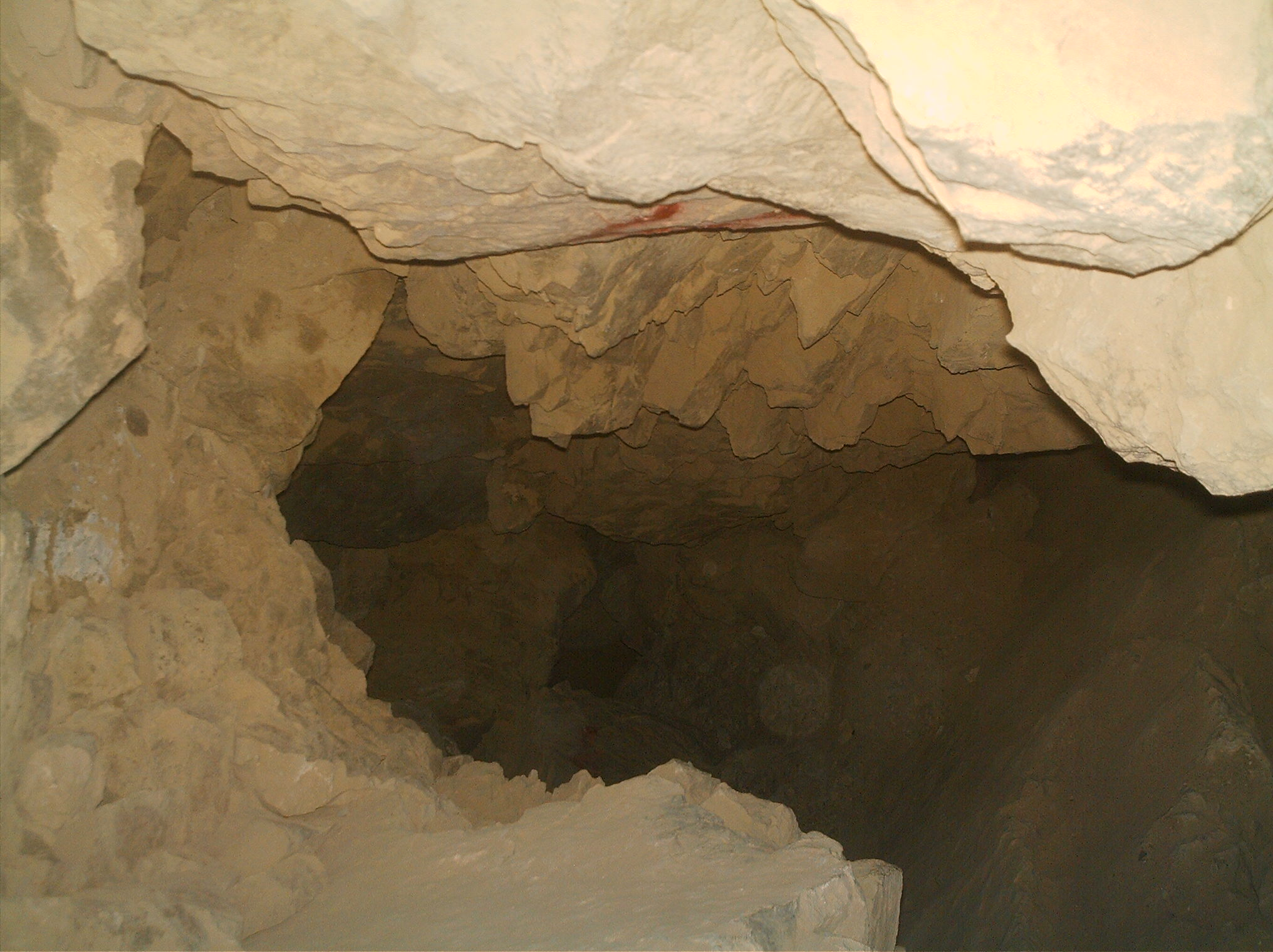
داخل غار چلچاه چنشت

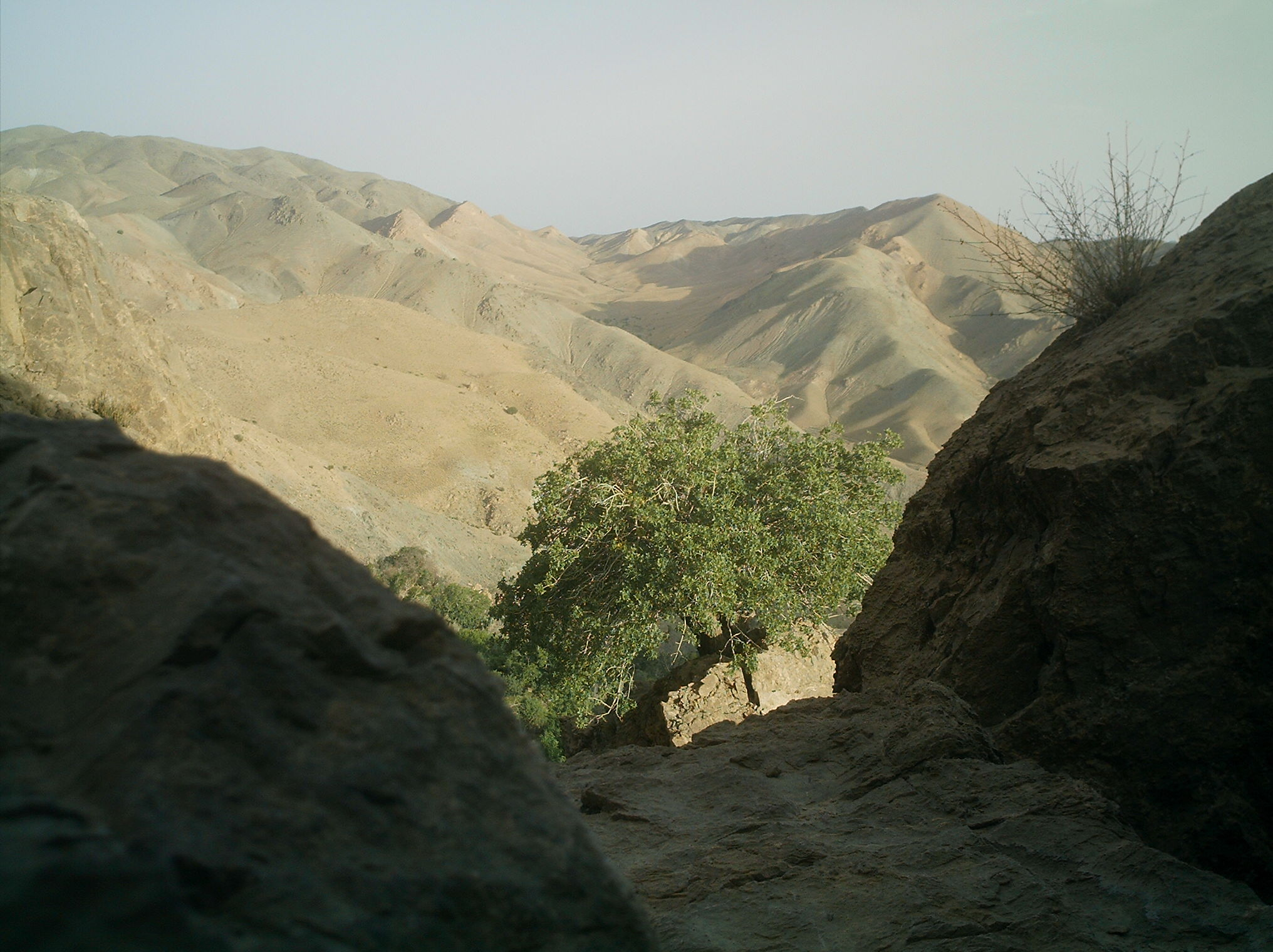
ورودي غار چلچاه چنشت

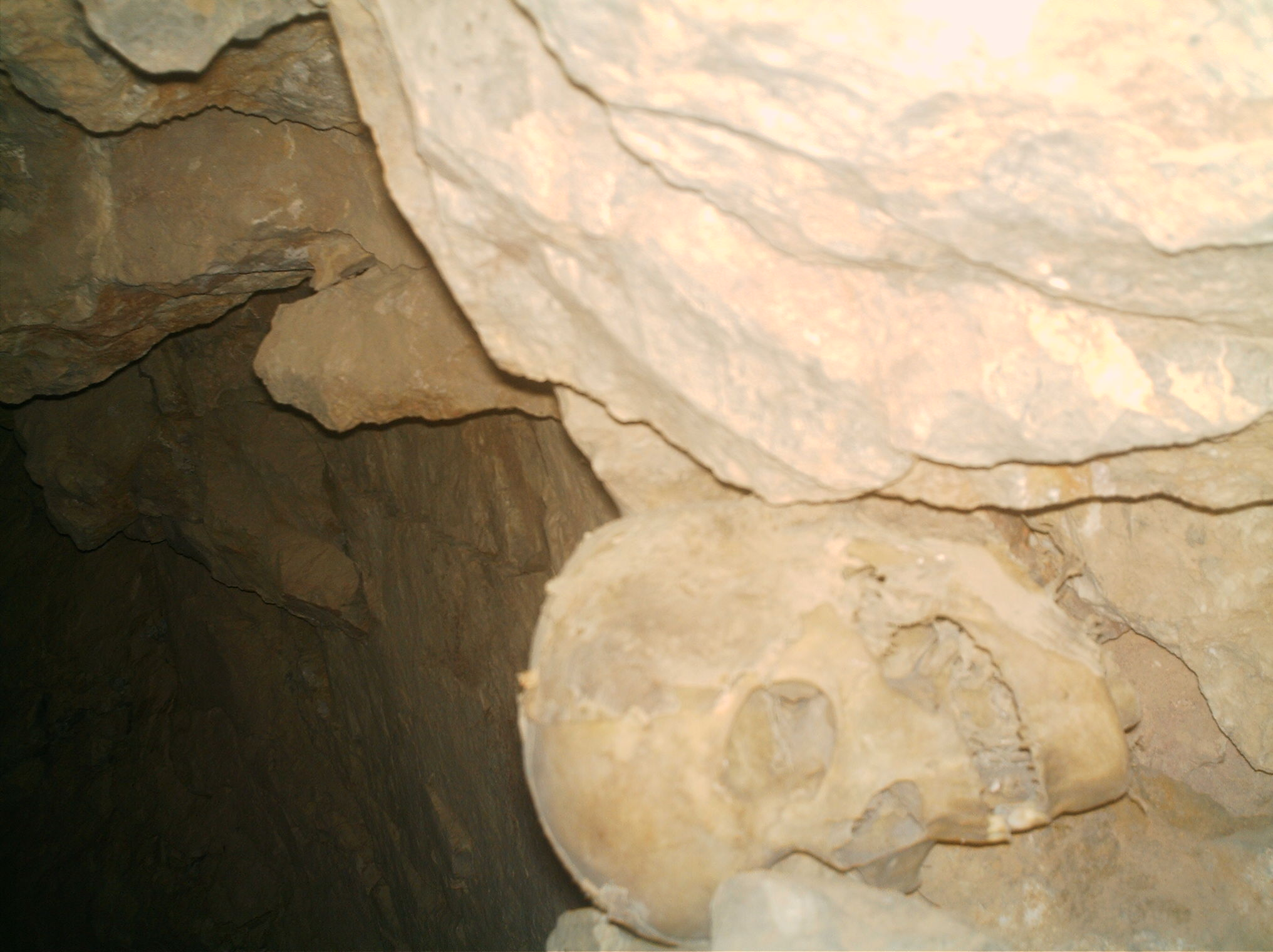
به جامانده اجساد ياران سيد حامد علوي در غار چهل چاه (چنشت)2

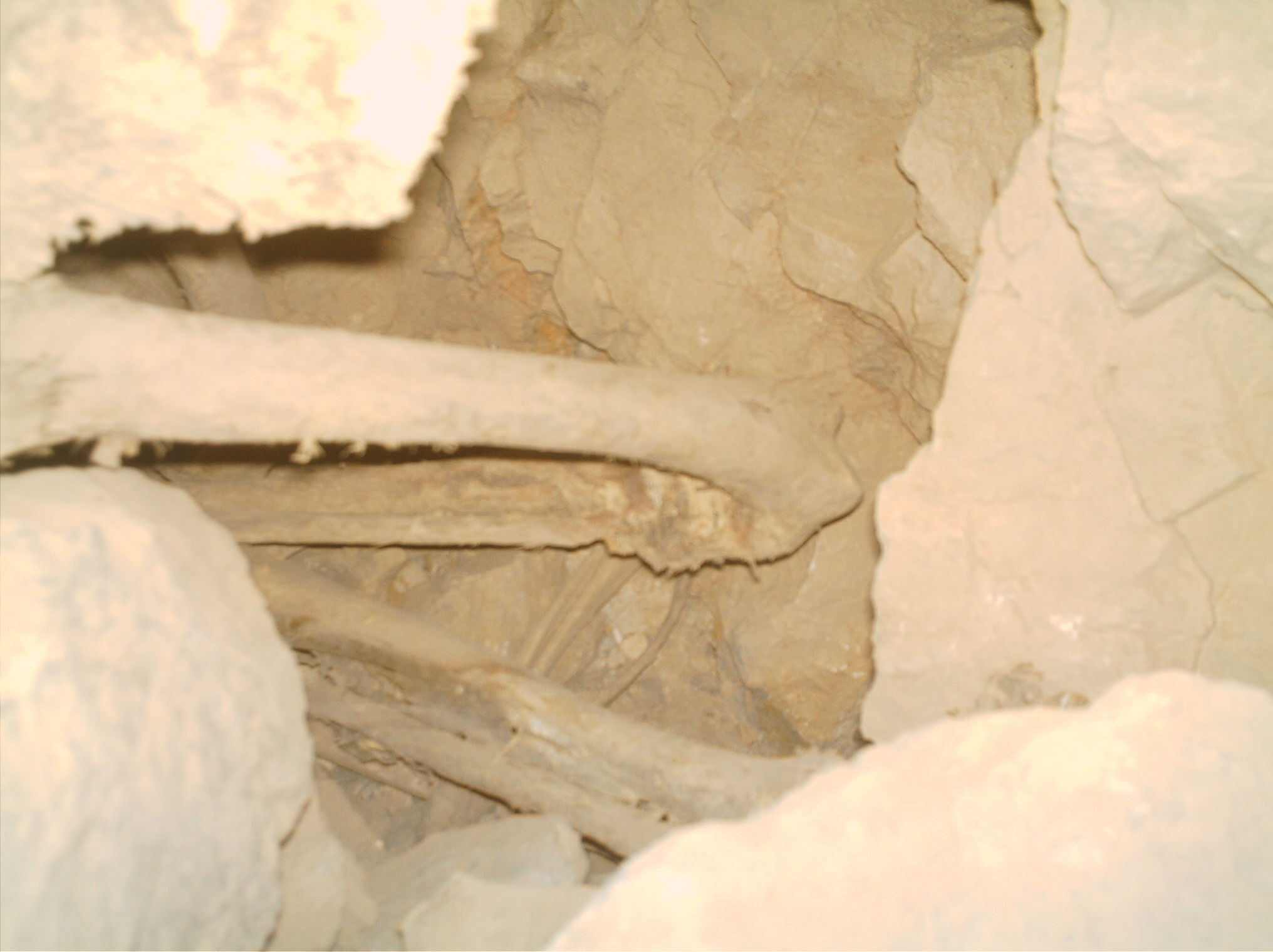
به جامانده اجساد ياران سيد حامد علوي در غار چهل چاه (چنشت)1

## آثار تاریخی
بافت مسکونی روستا، آرامگاه یا مزار سیدحامد علوی و فرزندانش، غار چنشت و چهل چاه از جمله آثار تاریخی این روستا هستند.

## آداب و رسوم

### لباس محلی
لباس مردم این روستا از نوع خاصی است که کمتر در نقاط دیکر استان خراسان جنوبی یافت می‌شود. البته لباس مردان در چند سال اخیر به لباس سایر مردم منطقه شبیه شده‌است. اما بزرگان و پیران از لباس دیگری که شامل یک پالتوی بلند که تمام بدن را می‌پوشد و شال سر و در برخی مواقع از کلاه معمولی استفاده می‌کنند.
لباس زنان آن‌ها از رنگهای شاد و متنوع تشکیل شده و شامل سه قسمت چارقد قرمز یا آبی گلدار، کلاه نقره‌ای و نقره دوزی شده و پیراهن زنانه به رنگهای سبز و قرمز یا آبی است که بسیار شبیه لباس محلی بختیاری میباشد امروزه بیشتر در مراسمها از ان استفاده می‌نمایند.

این روستا اجازه تصویر برداری به کسی نمی دهند
مستند چنشتی ها این مسئله را بررسی کرده است